# Teatr im. Ludwika Solskiego w Tarnowie
Teatr im. Ludwika Solskiego w Tarnowie – samorządowa instytucja kultury zlokalizowana w Tarnowie, w Polsce. Teatr dramatyczny rozpoczął działalność w 1945 roku; na siedzibę teatru wyznaczono budynek byłego Polskiego Towarzystwa Gimnastycznego „Sokół”.

## Historia

### Nazwa
Po zakończonej wojnie zorganizowano w mieście działalność teatralną w ramach powstałego Miejskiego Domu Kultury. Wkrótce po pierwszej powojennej premierze przemianowano MDK w Teatr Miejski im. Ludwika Solskiego w Tarnowie. Na używanie swego nazwiska w nazwie teatru, Ludwik Solski wyraził osobistą zgodę. Teatr zainaugurował pracę w dniu 28 października 1945 premierą Zemsty Aleksandra Fredry, a inscenizację wyreżyserował sam Solski, który wystąpił także w roli Dyndalskiego. W latach 1957–1975 działał pod nazwą Państwowy Teatr Ziemi Krakowskiej im. Ludwika Solskiego. W okresie 1975–2012 funkcjonował jako Tarnowski Teatr im. Ludwika Solskiego. 6 lipca 2012 roku, na podstawie uchwały Rady Miejskiej w Tarnowie z dnia 31 maja 2012 roku, jego nazwa została zmieniona na Teatr im. Ludwika Solskiego w Tarnowie.

### Działalność
W latach 1709–1720 działał w Tarnowie teatr szkolny. Później działalność teatralną prowadziły inne amatorskie zespoły teatralne, zapraszano do miasta wędrowne grupy teatralne, występowały teatry zawodowe z Krakowa, Lwowa i zagranicy. Na początku XIX wieku spektakle teatralne gościła sala redutowa Kamieniobrodzkich, nad pomieszczeniami, które sto lat później zajmowała drogeria Władysława Bracha przy skrzyżowaniu ulic Katedralnej i Targowej. W 1873 w mieście powstało Towarzystwo Miłośników Sceny. Rozwijało się równolegle z miejskim Towarzystwem Muzycznym. Pierwszy zespół teatralny, utworzony z inicjatywy Towarzystwa, wystawił komedię Stanisława Dobrzańskiego „Podejrzana osoba”. W 1945 w nowo powstałym MDK (w budynku dawnego „Sokoła”) działalność teatralna uzyskała stabilizację. W połowie września 1945 Ludwik Solski przyjął zaproszenie amatorów i wyreżyserował Zemstę. W 1946 Zarząd Miejski przyjął protektorat nad teatrem, nadal amatorskim. Pierwszym dyrektorem został Zbigniew Misiągiewicz. Teatr utrzymywał się bez dotacji, co odbiło się na repertuarze, obliczonym na przynoszenie dochodu. W 1947 zreorganizowano zespół, a z dniem 1 maja 1948 dyrektorem został Zbigniew Wojtarowicz. Liczba spektakli w roku nie przekraczała 10, a sytuacja finansowa amatorskiej grupy była trudna, pomimo sporadycznych dotacji. Od 1951 zaczął działać Samorząd Teatralny, którego przewodniczącym został Eugeniusz Kapralski. Z początkiem 1952 rozpoczęło się szkolenie aktorów oparte na materiałach Wyższej Szkoły Teatralnej, pod kierunkiem reżysera Irmy Gulskiej. Zespół chciał przejść na warunki pracy teatru zawodowego.  Z końcem 1952 na stanowisku dyrektorskim zaczęła pracowała Romana Bohdanowicz. Od 1953 teatr uzyskiwał dotacje ze strony państwa od Centralnego Zarządu Teatrów. Liczba przedstawień w roku wzrosła do średnio 25. W okresie ochotniczym 1945–1953 amatorski teatr zaprezentował 56 sztuk teatralnych. Amatorzy zdawali eksternistycznie egzaminy aktorskie. W latach 1954–56 teatr funkcjonował jako teatr zawodowy subwencjonowany. W 1955 dyrektorem została Irma Gulska. Teatr prowadził działalność objazdową na terenie województw: krakowskiego, rzeszowskiego, kieleckiego i lubelskiego. Teatr upaństwowiono z dniem 1 stycznia 1957. Budynek Sokoła poddano remontowi. 1 października 1960 roku dyrekcję i kierownictwo artystyczne teatru objął Kazimierz Barnaś. W latach 1972–1988 dyrektorem naczelnym i artystycznym teatru był Ryszard Smożewski. Okres działalności Tarnowskiego Teatru pod jego kierownictwem to lata rozkwitu twórczości teatralnej, inicjatyw przyczyniających się do tego, iż tarnowska placówka przełamała bariery prowincjonalizmu i zyskała status teatru liczącego się na mapie kulturalnej Polski. Teatr uzyskał wówczas szereg nagród i wyróżnień w konkursach i festiwalach. W czasie kadencji Smożewskiego przez Tarnowski Teatr przewinęli się popularni aktorzy. Z tarnowską sceną związani byli m.in. Krzysztof Stroiński, Andrzej Precigs, Ryszard Kotys, Jerzy Wasiuczyński, Elżbieta Kijowska, Monika Niemczyk, Andrzej Grabowski, Anna Tomaszewska, Jan Prochyra.
Teatr realizuje projekty artystyczne przy udziale sześćdziesięcioosobowej ekipy twórców, aktorów, rzemieślników teatralnych, producentów i organizatorów. Spektakle tworzone są w kompleksie budynków usytuowanych w centrum Tarnowa. W jego głównej części znajdują się trzy sceny: Duża Scena na 290 miejsc, Mała Scena na 100 miejsc i Scena Underground na 60 miejsc. Przestrzenne foyer i kawiarnia teatralna wykorzystywane są do ekspozycji wystaw plastycznych, są również miejscem spotkań, prezentacji kabaretowych, poetyckich  oraz kameralnych programów teatralnych i koncertów.

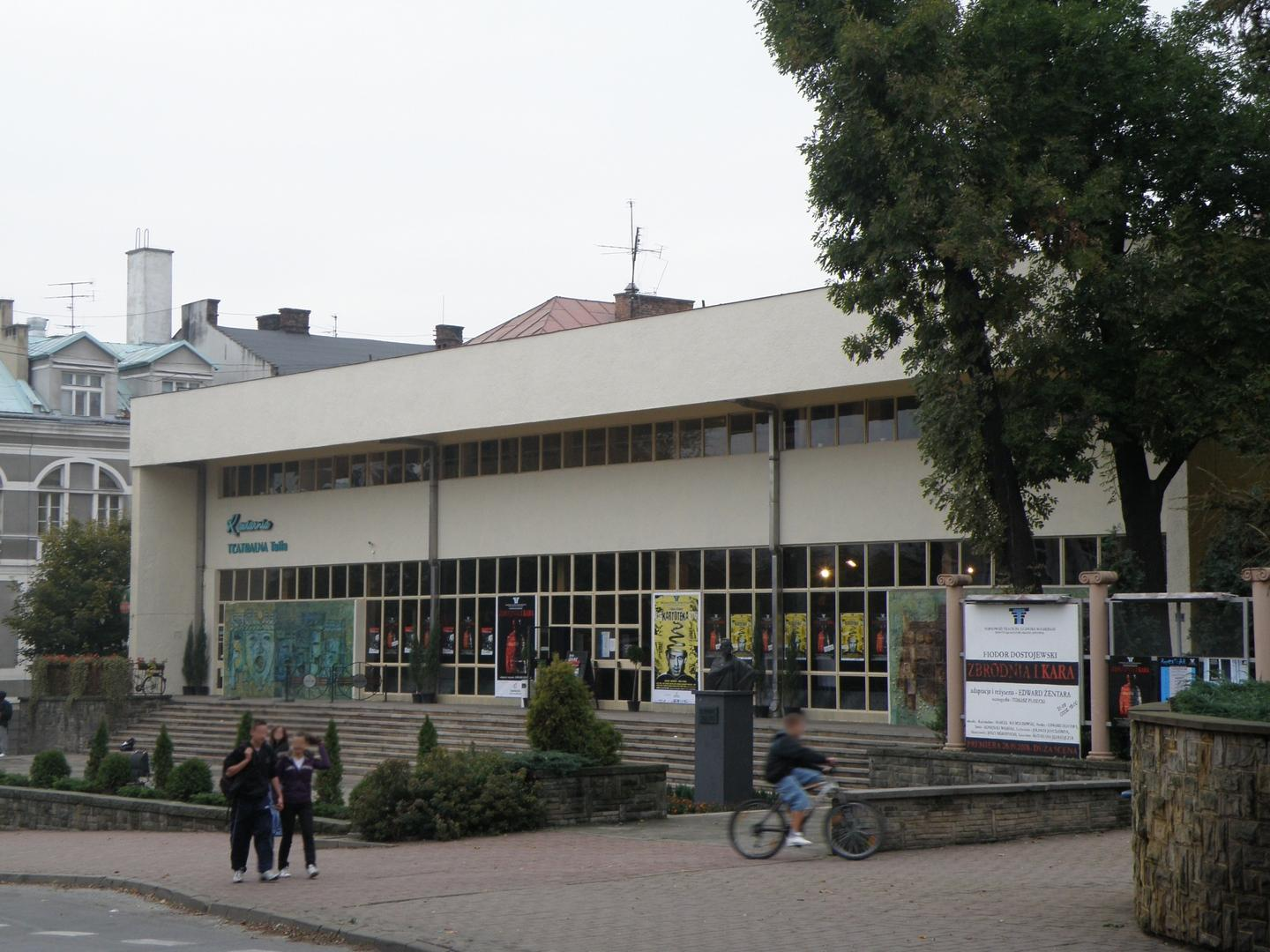
Fasada teatru (2008)

Od 1995 roku Teatr im. Ludwika Solskiego jest głównym organizatorem corocznego, teatralnego Ogólnopolskiego Festiwalu Komedii Talia.
27 marca 1996 roku na deskach Tarnowskiego Teatru odbyła się premiera Ślubów panieńskich Fredry. Był to ostatni spektakl wyreżyserowany przez Jerzego Bińczyckiego. Zagrał w nim on również gościnnie rolę Radosta.
Od 4 lipca 2008 do 25 maja 2011 roku dyrektorem naczelnym i artystycznym Tarnowskiego Teatru był aktor i reżyser Edward Żentara. Od września 2011 roku funkcję dyrektora naczelnego pełni Rafał Balawejder. Od grudnia 2011 roku do listopada 2013 roku funkcję dyrektor artystycznej w Tarnowskim Teatrze pełniła Ewelina Pietrowiak.
W latach 2009–2011 budynek Teatru przeszedł gruntowną modernizację zaplanowaną w ramach Małopolskiego Regionalnego Programu Operacyjnego. Kwota przeznaczona na tę inwestycję przekroczyła 15 milionów złotych. Przez czas modernizacji siedziba oraz scena Teatru mieściła się w Pałacu Młodzieży przy ulicy Piłsudskiego 24 w Tarnowie.

## Zespół artystyczny
| Aktorzy - Aleksander Fiałek - Jerzy Pal - Ireneusz Pastuszak - Tomasz Piasecki - Paweł Plewa - Przemysław Płaczek - Kamil Urban - Wojciech Wereśniak - Tomasz Wiśniewski | Aktorki - Matylda Baczyńska - Dominika Markuszewska - Kinga Piąty - Ewa Sąsiadek - Angelika Smyrgała - Monika Wenta - Olga Wojtkowiak |

## Dyrektorzy teatru

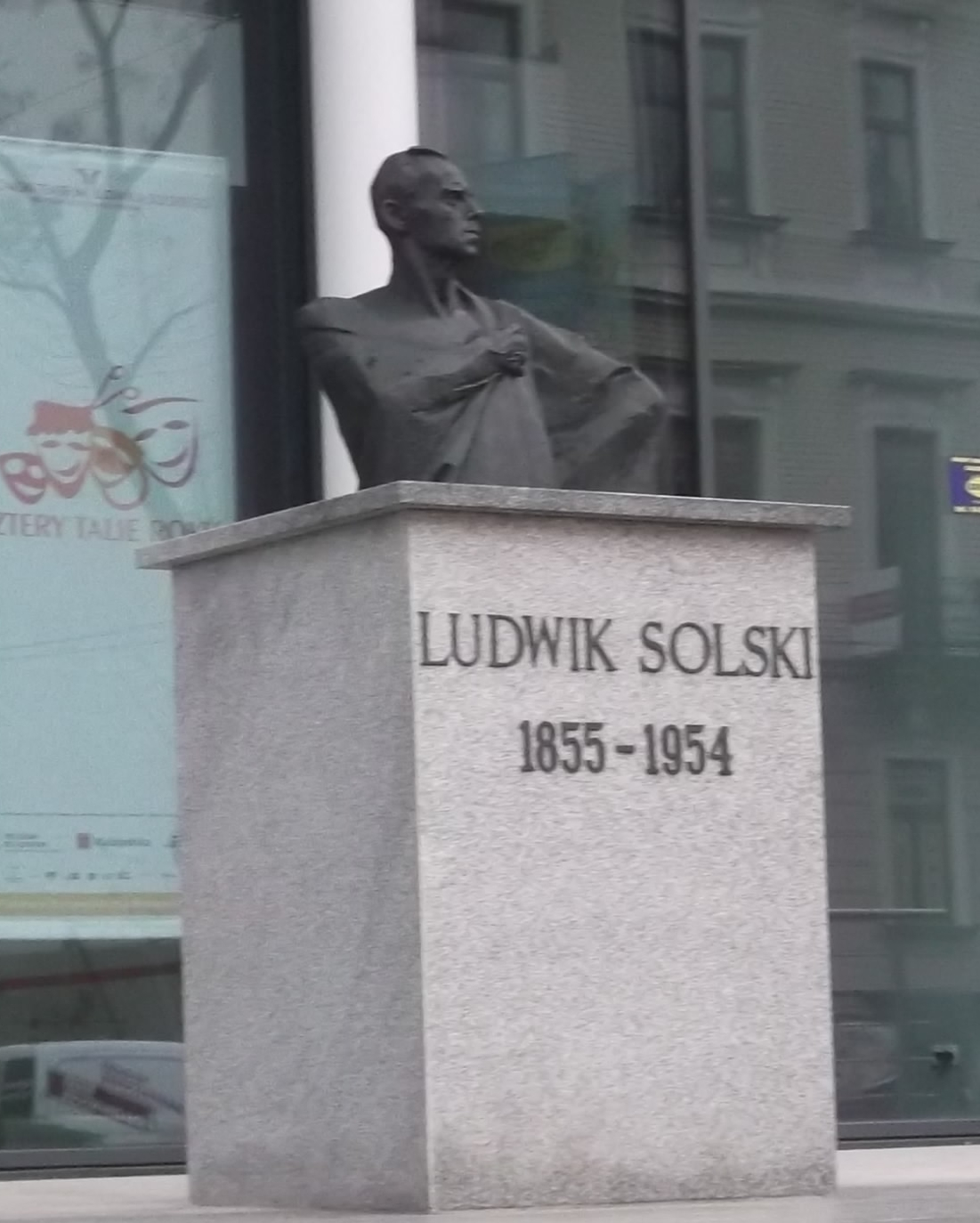
Pomnik Solskiego przed budynkiem teatru

- Tadeusz Seredyński (1945–1948)
- Zbigniew Wojtarowicz (1948–1952)
- Romana Bohdanowicz (1952–1955)
- Irma Gulska (1955–1958)
- Kazimierz Barnaś (1960–1970)
- Józef Margała (1970–1971)
- Ryszard Smożewski (1972–1988)
- Józef Zbiróg (1988–1990)
- Wiesław Hołdys (1990–1991)
- Jan Borek (1992–1995)
- Jerzy Sopoćko (1995–1998)
- Stanisław Świder (1998–2003)
- Wojciech Markiewicz (2003–2008)
- Edward Żentara (2008–2011)
- Rafał Balawejder (od 2011)

## Dyrektorzy artystyczni teatru
- Ewelina Pietrowiak (2011–2013)
- Jakub Porcari (2014–2017)
- Marcin Hycnar (2017–2020)
- Matylda Baczyńska (2020–2023)
- Tadeusz Piotr Łomnicki (od 2023)[8]

## Spektakle
- Po Galicji. Kilka historii (autor i reżyseria Patryk Warchoł; prapremiera 15 czerwca 2025)[9]
- Zdążyć przed Panem Bogiem (autor Hanna Krall, reż. Tadeusz Piotr Łomnicki; premiera 11 kwietnia 2025)
- Próby (autor Bogusław Schaeffer, reż. Mikołaj Grabowski; premiera 29 marca 2025)
- Pan Doremi (autor Jan Brzechwa, reż. Elżbieta Depta; prapremiera 16 lutego 2025)
- Bunkier (autor Rhea Leman, reż. Filip Gieldon; polska prapremiera 2 lutego 2025)
- Azoty Fiction (autorzy Alfred Kawula & Łukasz Czuj, reż. Łukasz Czuj, prapremiera 1 grudnia 2024)
- Auschwitz Tour (autor i reżyseria Elżbieta Depta; premiera 9 listopada 2024)
- Bóg mordu (Le dieu du carnage) (autor Yasmina Reza, reż. Marcin Hycnar; premiera 14 września 2024)
- Momo (autor Michael Ende, reż. Mateusz Przyłęcki; premiera 1 czerwca 2024)
- Tartuffe albo Szalbierz (autor Molière, reż. Bogdan Tosza; premiera 24 marca 2024)
- Anhelli! Anhelli! Anhelli! (autor Juliusz Słowacki, reż. Matylda Baczyńska; premiera 27 stycznia 2024)
- Niesamowite przygody dziesięciu skarpetek (autor Justyna Bednarek, reż. Monika Czajkowska; premiera 3 grudnia 2023)
- Nie ma jak... Osiecka, Młynarski (autor Kabaret NaTenCzas, reż. Jerzy Pal; premiera 18 listopada 2023)
- Kolacja dla głupca (Le diner de cons) (autor Francis Veber, reż. Tadeusz Piotr Łomnicki; premiera 22 września 2023)
- Lekkość (autor i reżyseria Wiktor Stypa; prapremiera 11 czerwca 2023)
- Szewcy (autor Stanisław Ignacy Witkiewicz, też. Tomasz Man; premiera 26 marca 2023)
- Pożarcie królewny Bluetki (autor Maciej Wojtyszko, reż. Małgorzata Wojciechowska; premiera 4 grudnia 2022)
- HAMLET.LEGENDA (na podstawie "Tragedii Hamleta, księcia Danii" Williama Szekspira tłum Jarosława Iwaszkiewicza; fragmenty "Śmierć Ofelii" Stanisława Wyspiańskiego oraz "Prób" Michela de Montaigne'a, reż. Szymon Budzyk; premiera 19 listopada 2022)
- Zimowy pogrzeb (autor Hanoch Levin, reż. Filip Kowalczyk; premiera 17 września 2022)
- Kantata na cztery skrzydła (autor Robert Brutter, reż. Ireneusz Pastuszak; premiera 28 maja 2022)
- Ania z Zielonego Wzgórza (autor Lucy Maud Montgomery, reż. Matylda Baczyńska pod opieką artystyczną Macieja Wojtyszki; premiera 27 marca 2022)
- Zdarzyło się pierwszego września (albo kiedy indziej) (autor Pavol Rankov, reż. Tomasz Gawron; premiera 20 listopada 2021)
- mady-baby.edu (autor Gianina Cărbunariu, reż. Krzysztof Prus; premiera on-line 7 lutego 2021, premiera off-line 20 lutego 2021)
- Po co jest noc (autor Edward Stachura, reż. Ireneusz Pastuszak; premiera on-line 12 grudnia 2020, premiera off-line 7 marca 2021)
- Mayday (Run for Your Wife) (autor Ray Cooney, reż. Tadeusz Piotr Łomnicki; premiera 12 września 2020)
- Bracia Karamazow (autor Fiodor Dostojewski, reż. Marta Streker; premiera 19 czerwca 2020)
- Jaś i Małgosia (autor Monika Wenta, reż. Matylda Baczyńska; premiera 6 czerwca 2020)
- Oskar i pani Róża (autor Eric-Emmanuel Schmitt, reż. Mateusz Olszewski; premiera 8 lutego 2020)
- Noc Helvera (autor Ingmar Villqist, reż. Agnieszka Baranowska; premiera 23 listopada 2019)
- Mity greckie. Wyprawa po ambrozję (autor i reżyseria Tomasz Man; premiera 13 października 2019)
- Księżniczka na opak wywrócona (autor Pedro Calderón de la Barca, reż. Marcin Hycnar; premiera 14 września 2019)
- Król Maciuś Pierwszy (autor Marta Guśniowska na podstawie powieści Janusza Korczaka, reż. Tomasz Piasecki; premiera 1 czerwca 2019)
- Tango (autor Sławomir Mrożek, reż. Edward Wojtaszek; premiera 11 maja 2019)
- Trans-Atlantico (autor Witold Gombrowicz, reż. Tomasz Gawron; premiera 27 stycznia 2019)
- Piaskownica (autor Michał Walczak, reż. Grzegorz Chrapkiewicz; premiera 12 stycznia 2019)
- Pierwszy raz (autor Michał Walczak, reż. Grzegorz Chrapkiewicz; premiera 12 stycznia 2019)
- Warto było (autor Michał Pabian, reż. Cezi Studniak, premiera tarnowska 9 listopada 2018)
- Śluby panieńskie (autor Aleksander Fredro, reż. Wojciech Malajkat; premiera 16 września 2018)
- Heroiny (autor i reżyseria Agata Biziuk; polska prapremiera 17 czerwca 2018)
- Akademia Mr Kleks (autor Elżbieta Chowaniec na motywach Akademii Pana Kleksa Jana Brzechwy, reż. Daria Wiktoria Kopiec, premiera 3 czerwca 2018)
- Płuca (autor Duncan Macmillan, reż. Anna Wieczur-Bluszcz; prapremiera polska 24 kwietnia 2018)
- Balladyna (autor Juliusz Słowacki, reż. Bożena Suchocka; premiera 25 marca 2018)
- Bądź taka, nie bądź taka (autor i reżyseria Joanna Satanowska, prapremiera 11 lutego 2018)
- Poskromienie złośnicy (autor William Shakespeare, reż. Anna Grószkówna; premiera 30 grudnia 2017)
- Porachunki z katem (Hangmen) (autor Martin McDonagh, reż. Marcin Hycnar; prapremiera 15 września 2017)
- Lato Muminków (Tove Jannson, reż. Barbara Wiśniewska, premiera 1 czerwca 2017)
- Ikebana (autor Marcin Skóra, reż. Bohdan Graczyk, Dariusz Starczewski, prapremiera 28 kwietnia 2017)
- Hamlet (autor William Shakespeare, reż. Piotr Waligórski; premiera 26 marca 2017)
- Magiczne czasy Kabaretu "Zielony Balonik" (autor Kabaret NaTenCzas, reż. Jerzy Pal; premiera 18 lutego 2017)
- Disco Solski (autor i reżyseria Łukasz Fijał; prapremiera 29 stycznia 2017)
- Zimorodek (autor William Douglas Home, reż. Tomasz Piasecki; premiera 25 września 2016)
- Havel-Man albo Vaclav Havel i spisek Czasoskoczków (autor Mateusz Pakuła, reż. Eva Rysová; prapremiera 9 września 2016)
- Starsi panowie znów (autorzy: Jeremi Przybora, Jerzy Wasowski, reż. Łukasz Fijał; premiera 11 czerwca 2016)
- Z ziemi włoskiej do Polski (autor Marcin Cecko, reż. Jakub Porcari; prapremiera 20 marca 2016, premiera otwarta 2 kwietnia 2016)
- Labirynty. Bóg. Honor. Emigracja (autor: Mikita Valadzko, reż. Zmicer Chartkou; prapremiera 27 lutego 2016)
- Bunia (autor Roberto (Tito) Cossa, reż. Jacek Jabrzyk; 2 stycznia 2016)
- Kalkstein - Czarne słońce (autor Julia Holewińska, reż. Joanna Grabowiecka; prapremiera 5 grudnia 2015) koprodukcja z Teatr Łaźnia Nowa
- Grażyna (autor Adam Mickiewicz, reż. Radosław Rychcik; prapremiera 23 maja 2015)
- Gwiazda (autor Helmut Kajzar, reż. Jakub Porcari, premiera 17 kwietnia 2015)
- Kajzar. Odyseja 1982 (autor Helmut Kajzar, reż. Maciej Podstawny; prapremiera 29 marca 2015)
- Inny świat (autor Gustaw Herling-Grudziński, reż. Tomasz Piasecki; premiera 15 marca 2015)
- Lato 1910 (autor Zuzanna Bojda, reż. Maciej Gorczyński; prapremiera: 31 grudnia 2014)
- Mój pierwszy teatr (na podstawie baśni Bunt napisanej przez Władysława Reymonta; asyst. reż. Mariusz Szaforz; prapremiera: 6 grudnia 2014)
- Reprodukcja (autor Marcin Cecko, reż. Jakub Porcari; prapremiera: 19 września 2014)
- Alicja w krainie czarów (autor Lewis Carroll, reż. Julia Mark; premiera 30 maja 2014)
- Skąpiec (autor Molier, reż. Marián Pecko; premiera: 6 kwietnia 2014)
- Jakobi i Leidental (autor Hanoch Levin, reż. Małgorzata Warsicka; premiera: 22 marca 2014)
- Apetyt na czereśnie (autor Agnieszka Osiecka, reż. Ireneusz Pastuszak; premiera: 26 stycznia 2014)
- Proces 2.0 (autor Franz Kafka, reż. Jarosław Tumidajski; premiera: 11 stycznia 2014)
- Tlen (Kislorod) (autor Iwan Wyrypajew, reż. Zofia Zoń; premiera: 20 grudnia 2013)
- Księga lasu (autor Wojciech Graniczewski, reż. Tomasz Piasecki; premiera: 30 listopada 2013)
- Walka czarnucha z psami (autor Bernard-Marie Koltès, reż. Jakub Porcari; polska prapremiera: 16 listopada 2013)
- W pokoju obok (autor Sarah Ruhl, reż. Łukasz Gajdzis; polska premiera: 21 września 2013)
- Piękna Lucynda (autor Marian Hemar, reż. Ewelina Pietrowiak; premiera: 5 czerwca 2013)
- Konstelacje (autor Nick Payne, reż. Natalia Sołtysik; polska prapremiera: 10 maja 2013)
- Szwejk. Na tyłach (autor Jaroslav Hašek, reż. Adam Walny; premiera: 27 marca 2013)
- Bohaterowie (autor Anna Wakulik, reż. Ewelina Pietrowiak; prapremiera 26 stycznia 2013)
- Lokomotywa II (autorzy: Jan Brzechwa, Aleksander Fredro, Maria Konopnicka, Julian Tuwim; reż. Mariusz Szaforz; premiera: 6 grudnia 2012)
- Brzydal (autor Marius von Mayenburg, reż. Łukasz Fijał; premiera: 30 listopada 2012)
- Piosenki o wierze i poświęceniu (reż. Przemysław Wojcieszek; polska prapremiera: 26 października 2012)
- Jednoręki ze Spokane (autor Martin McDonagh, reż. Zbigniew Brzoza; premiera: 28 września 2012)
- Babcia mówi pa pa (autorzy: Agata Biziuk, Agnieszka Makowska; reż. Agata Biziuk; prapremiera: 26 maja 2012)
- Blackbird (autor David Harrower, reż. Tomasz Gawron; premiera: 19 maja 2012)
- Trzy siostry (autor Anton Czechow, reż. Ewelina Pietrowiak; premiera: 12 kwietnia 2012)
- Makbet (autor William Shakespeare, reż. Rafał Matusz; premiera: 17 grudnia 2011)
- Powrót Krasnoludków (autor Zinaida Zagner, reż. Zinaida Zagner; premiera: 10 grudnia 2011)
- Czego nie widać (autor Michael Frayn, reż. Jan Tomaszewicz; premiera: 6 października 2011)
- Kolega Mela Gibsona (autor Tomasz Jachimek, reż. Tomasz Piasecki; premiera: 4 września 2011)
- Cela Ojca Maksymiliana (autor i reżyseria Kazimierz Braun; premiera 18 czerwca 2011)
- Mały Książę (autor Antoine de Saint-Exupéry, reż. Cezary Domagała; premiera: 4 czerwca 2011)
- Brat naszego Boga (autor Karol Wojtyła, reż. Tomasz Piasecki; premiera: 8 maja 2011)
- Tajemniczy ogród (autor Frances Hodgson Burnett, reż. Tomasz Obara; premiera: 16 kwietnia 2011)
- Przyjazne dusze (autor Pam Valentine, reż. Edward Żentara; premiera: 28 listopada 2010)
- Zdążyć przed Panem Bogiem (autor Hanna Krall, reż. Tomasz Piasecki; premiera: 26 kwietnia 2009)